# Madam C. J. Walker
Madam C. J. Walker (rođena kao: Sarah Breedlove; Delta, Louisiana, SAD, 23. prosinca 1867. – Irvington, New York, SAD, 25. svibnja 1919.) bila je afroamerička poduzetnica, filantropkinja te politička i društvena aktivistica. U Guinnessovoj knjizi svjetskih rekorda zabilježena je kao prva žena koja je sama zaradila milijun dolara u SAD-u.
C.J. Walker, rođena je kao kći bivših robova u Louisiani. Bila je prvo dijete u obitelji, nakon ukidanja ropstva. Još kao dijete izgubila je oba roditelja. Često je mijenjala obitelji u kojima je odrastala, uglavnom zbog zlostavljanja i neprimjerenog tretmana. Udala se sa 14 godina, a s 18 je postala majka. Razvela se od muža kada je njezina kći Leyla imala samo 2 godine.
Kao samohrana majka radila je kao kuharica i spremačica kako bi podigla svoju kćer Leylu. Zbog velike izloženosti stresu otpala joj je kosa, zbog čega je istraživala i postala inovatorica najučinkovitijeg proizvoda za rast kose u to vrijeme. Tada nije ni slutila da će ovaj pripravak biti samo prvi u nizu proizvoda koje će njezina tvrtka "Madam C.J. Walker Manufacturing" proizvoditi za Afroamerikanke diljem američkog kontinenta.
Razvijajući poseban sustav prodaje svojih proizvoda od vrata do vrata, Madam C.J. Walker, 1908. osnovala je "Leila College" u Pittsburghu, gdje je obučavala prodavačice diljem Amerike. U samo dvije godine u prodajnoj mreži tvrtke bilo je zaposleno više od 1000 žena, čime je tvrtka postala jedna od najuspješnijih u kozmetičkoj industriji.
U samo 9 godina C.J. Walker, uspjela je postati prva milijunašica afroameričkog podrijetla, koja je svojim izumima i marljivim radom stekla bogatstvo. Priznanje za svoj uspjeh dobila je od Guinnessove knjige rekorda, koja je tu činjenicu zabilježila. Više izvora spominje da su druge žene (kao što je Mary Ellen Pleasant) možda bile prve, ali njihovo bogatstvo nije tako dobro dokumentirano. U vrijeme smrti, smatrana je najbogatijom afroameričkom poslovnom ženom, koja je sama stekla svoje bogatstvo.